# Nyctosauridae
De Nyctosauridae zijn een groep van uitgestorven pterosauriërs die behoren tot de Pterodactyloidea.
In 1889 benoemden Alfred Nicholson en Richard Lydekker een familie Nyctosauridae om Nyctosaurus een plaats te geven. Meestal werd Nyctosaurus echter bij de Pteranodontidae ondergebracht.
In 1989 ontkende Christopher Bennett echter de nauwe verwantschap met Pteranodon en plaatste Nyctosaurus weer in een Nyctosauridae.
In 2003 gaf Alexander Kellner een exacte definitie als klade, monofyletische afstammingsgroep: 'alle pterosauriërs die nauwer verwant zijn aan Nyctosaurus gracilis dan aan andere pterosauriërs'. Met dat 'andere pterosauriërs' werd bedoeld: 'hoger in de stamboom staande pterosauriërs genoemd in deze analyse', i.c. de zustergroep van de Nyctosauridae, de Ornithocheiroidea sensu Kellner. Het ging dus om Nyctosaurus  gracilis zelf en verder Nyctosaurus bonneri en 'Nyctosaurus' lamegoi (een ten onrechte bij Nyctosaurus ondergebrachte soort waarvoor nog een ander geslacht moet worden benoemd).
Kellner gaf twee synapomorfieën, gedeelde nieuwe eigenschappen, van de groep: een opperarmbeen dat minder dan 40% van de lengte heeft van het vierde middenhandsbeen (Nyctosauridae hebben de relatief langste middenhandsbenen van alle Pterosauria); de deltopectorale kam is bijlvormig en verwijderd van de kop van het opperarmbeen (Rhamphorhynchus heeft ook een bijlvormige kam maar die staat veel hoger op de schacht van het opperarmbeen). Andere mogelijke synapomorfieën zijn: het niet raken van de pols door middenhandsbeenderen I, II en III (dit zou geen synapomorfie zijn als de Nyctosauridae anders dan Kellner denkt nauw verwant zijn aan Pteranodon die dit kenmerk ook toont); en de reductie van het aantal vingerkootjes van de vleugelvinger van vier tot drie — Kellner is er niet zeker van of dit kenmerk echt is.
De Nyctosauridae zijn in Kellners analyse de meest basale groep van de Dsungaripteroidea.
In 2006 is ook Muzquizopteryx bij de groep ondergebracht. In 2010 veranderde Kellner zijn definitie fundamenteel door er een nodusklade van te maken: de groep bestaande uit de laatste gemeenschappelijke voorouder van Nyctosaurus gracilis en Muzquizopteryx coahuilensis en al zijn afstammelingen. Hij gaf een extra synapomorfie: het bezit van een os pteroide met een breed bovenste gewrichtsvlak waarvan de bovenrand haaks staat op de schacht.
De Nyctosauridae bestaan uit vrij kleine soorten, gespecialiseerd in een zwevende levenswijze maar desalniettemin krachtige vliegers. Ze leefden in het late Krijt van Noord- en Zuid-Amerika van het Santonien tot het Maastrichtien.